# Сальвиниевые (порядок)
Сальвиниевые (лат. Salviniales) — порядок класса Настоящие папоротники, ранее известный как Hydropteridales и включающий также Марсилиевые (Marsileales). Все виды Сальвиниевых — водные растения. Они являются разноспоровыми, т.е. в отличие от остальных папоротников образуют макро- и микроспоры, которые развиваются в женские и мужские эндоспоровые гаметофиты. Эта особенность приближает Сальвиниевые к семенным растениям.
Папоротники этого порядка имеют различную морфологию и сильно отличаются по внешнему виду от типичных папоротников. Виды семейства сальвиниевые — плавающие гидрофиты не имеющие корней, способные, однако, временно расти на поверхности переувлажнённого субстрата (например, при временном маловодье), тогда как, виды марсилиевых имеют развитые корни и некоторые из их видов являются прибрежными растениями.

## Семейства
Сальвиниевые делятся на 2 семейства:
- Marsileaceae — Марсилиевые
- Salviniaceae — Сальвиниевые